# Austrocylindropuntia vestita
Austrocylindropuntia vestita är en kaktusväxtart som först beskrevs av Salm-dyck, och fick sitt nu gällande namn av Curt Backeberg. Austrocylindropuntia vestita ingår i släktet Austrocylindropuntia och familjen kaktusväxter. Inga underarter finns listade i Catalogue of Life.

## Bildgalleri

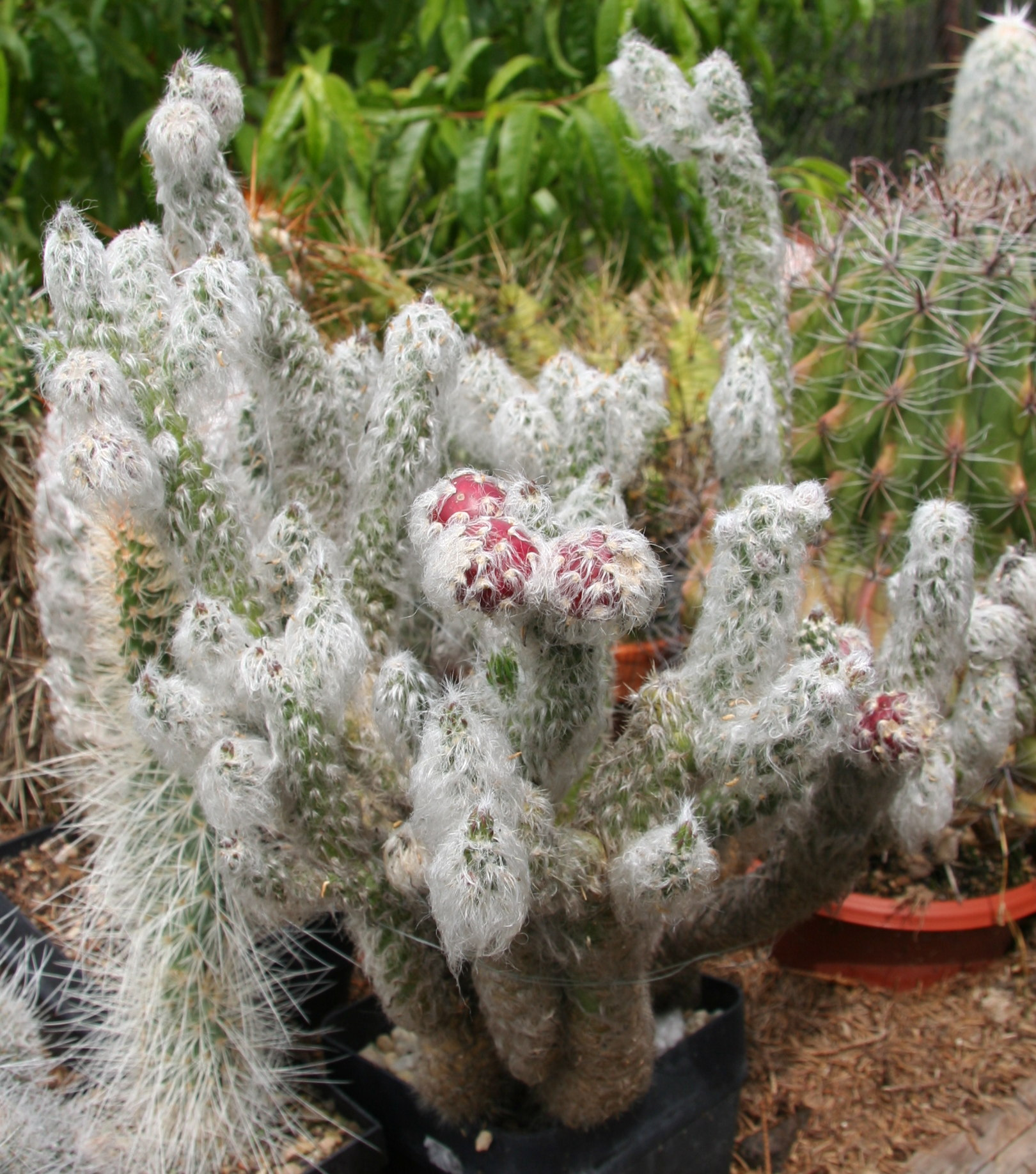
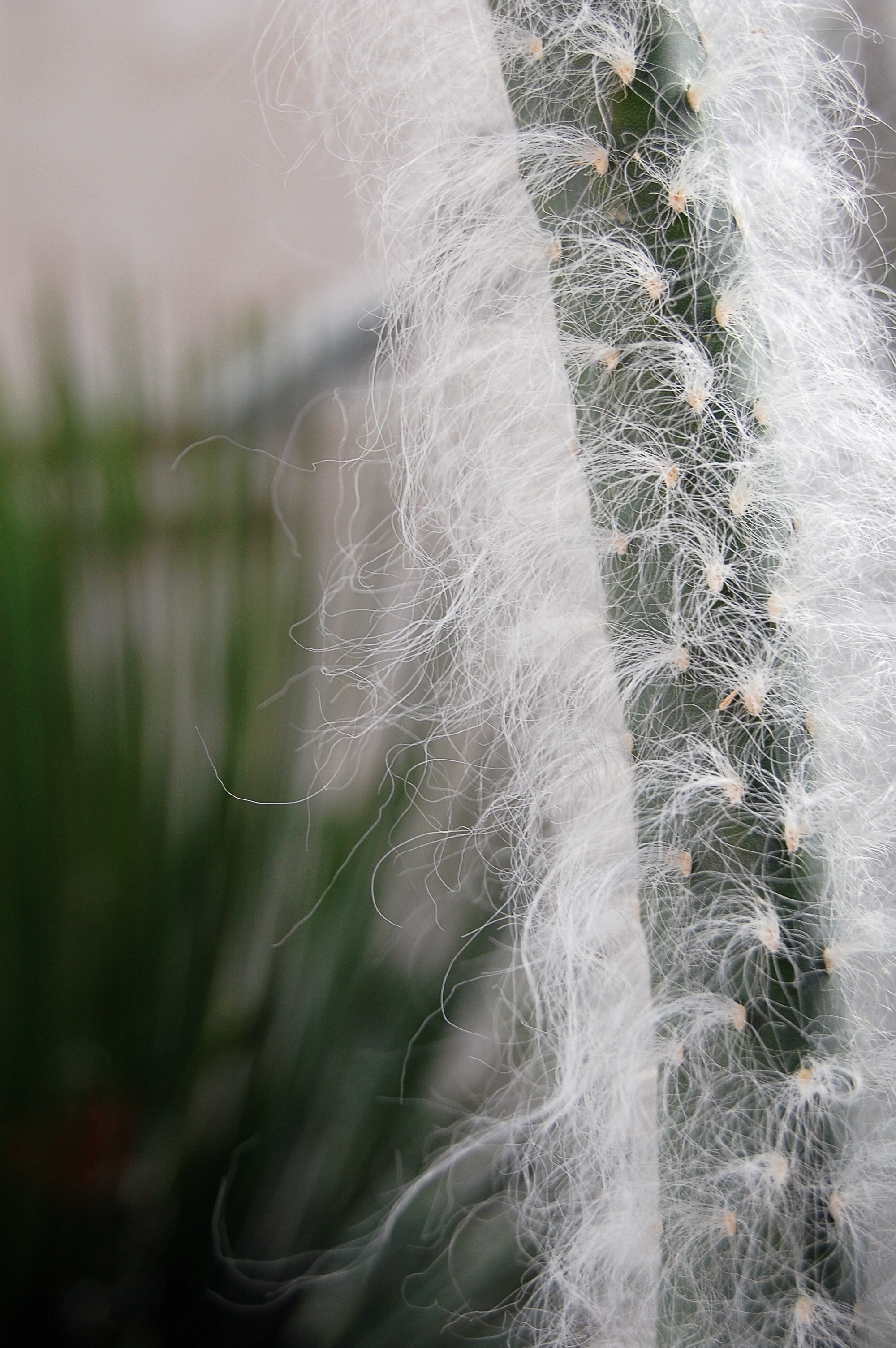
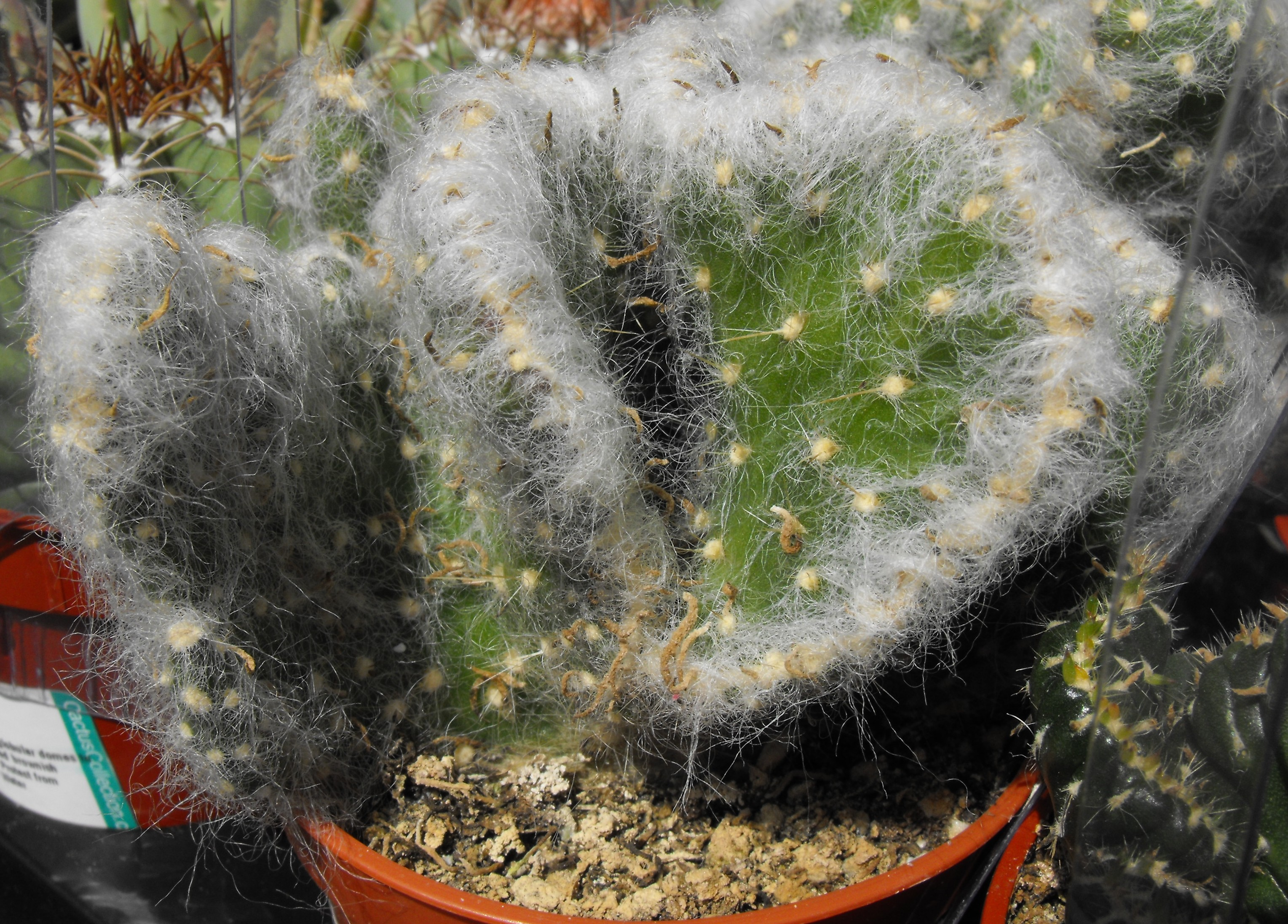
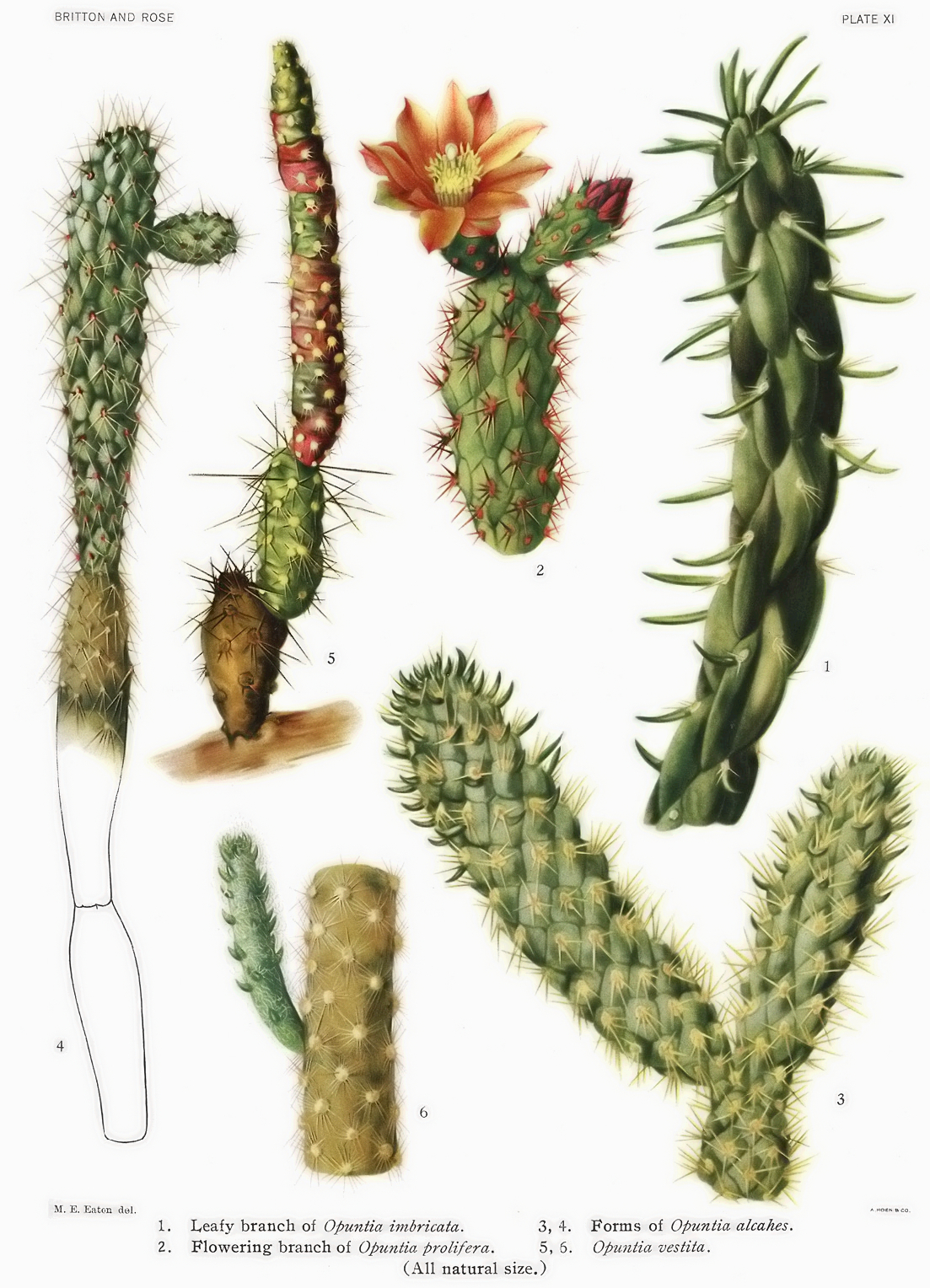